# Порто-Торрес
Порто-Торрес (італ. Porto Torres, сард. Portu Turre) — муніципалітет і місто в Італії, у регіоні Сардинія,  провінція Сассарі.
Порто-Торрес розташоване на відстані близько 360 км на захід від Рима, 190 км на північ від Кальярі, 19 км на північний захід від Сассарі.
Населення — 22 404 особи (2014).
Покровитель — San Gavino.

## Демографія
Населення за роками:

Станом на 1 січня 2023 року в муніципалітеті офіційно проживало 319 іноземців з 56 країн, серед них 110 громадян країн Євросоюзу та 7 громадян України.

## Сусідні муніципалітети
- Сассарі